# Baartje Sanderserf

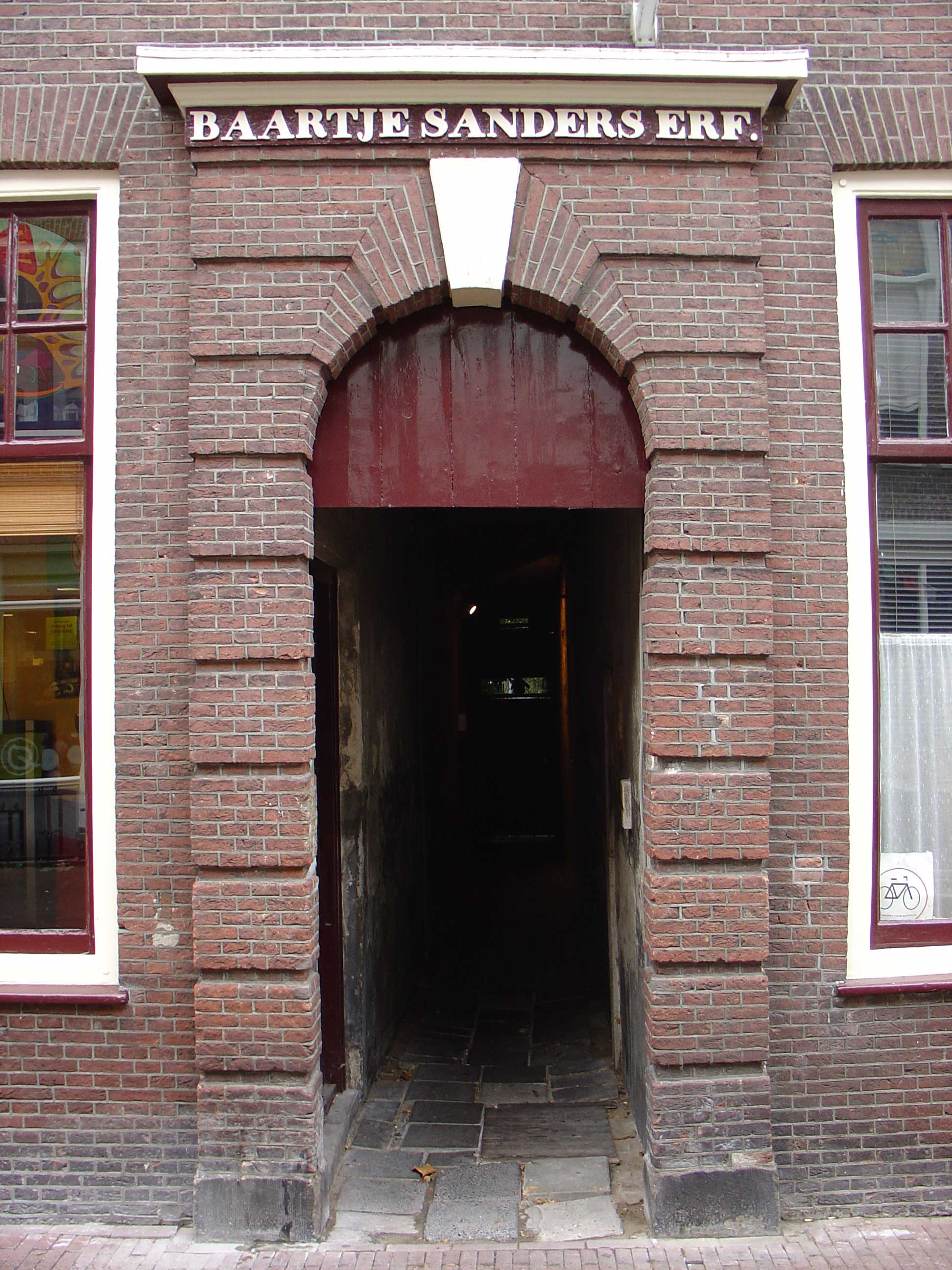
Poortje van het Baartje Sanderserf in de Groenendaal te Gouda

Het Baartje Sanderserf is een hofje van barmhartigheid gesticht in 1687 in de Groenendaal in Gouda.
Baertje Sanders was een vermogende weduwe in Gouda. Na het overlijden van haar man verhuisde zij in 1653 naar Zevenhuizen. Toen zij in 1686 overleed liet zij 25.000 gulden na aan de remonstrantse kerken van Gouda en Zevenhuizen. Met dit geld moest een hofje gesticht worden. Een jaar na haar overlijden werd een huis aan de Groenendaal gekocht. Achter deze woning lag een tuin met vijf huisjes.
De woningen, waar aanvankelijk naaste familieleden van Baertje en haar man Gerrit Prockhorst werden gehuisvest, telde in 1917 nog zes bewoners. Later zijn de huisjes gebruikt voor opslag en als pakhuis. De Sint-Vincentiusvereniging heeft er gebruik van gemaakt en ook een rooms-katholieke bibliotheek gebruikte het pand voor haar uitleenactiviteiten. De uit Limburg afkomstige antiquair Berry van Deurse, die vanwege zijn baard de bijnaam kreeg Baardje Sanders, d'oprechte antiquair' dreef onder deze naam zijn winkeltje hoewel hij nimmer de eigenaar is geweest. Nog weer later werden er een coffeeshop en een woonhuis in het pand gevestigd. De huisjes werden geschikt gemaakt om als gastenverblijf te fungeren.